# Balena amb bec de Hector
La balena amb bec de Hector o zífid de Hector (Mesoplodon hectori) és una petita espècie de Mesoplodon que viu a l'hemisferi sud. Aquest zífid fou anomenat en honor de Sir James Hector, un dels fundadors del museu colonial de Wellington, Nova Zelanda. Alguns exemplars que quedaren avarats i que foren vistos a Califòrnia eren considerats antigament membres d'aquesta espècie, però resultaren ser una nova espècie, el zífid de Perrin. A 2008, tan sols se n'havia observat un exemplar viu.